# M49 (motorväg)
M48 är en motorväg i Storbritannien. Detta är en kortare motorväg som binder ihop de längre motorvägarna M4 och M5. Motorvägen går väster om Bristol och är 8 kilometer lång.